# Engelberga
Engelberga – cesarzowa. W 851 poślubiła Ludwika II, późniejszego cesarza. Owdowiała w 875. Po śmierci męża nadał angażowała się w życie polityczne Włoch, popierając papieża Jana VIII. W 880-882 została skazana na wygnanie przez Karola Otyłego.